# Margareta Škotska
Sveta Margareta Škotska (o. 1045. – Edinburgh, 16. studenoga 1093.), škotska kraljica i svetica.

## Životopis
Bila je kći engleskoga kraljevića Edvarda Izbjegloga. Njezina majka Agata bila je podrijetlom iz Ugarske. Margareta je i rođena u Ugarskoj, gdje je odgojena na dvoru, kamo se je u izbjeglištvu bio sklonio njezin otac. Mađarski je kralj Andrija I. bio izrazito naklonjen Katoličkoj crkvi i to je utjecalo na Margaretu. Dolazi u Englesku 1057., kada je njezin otac Edvard bio pozvan vratiti se u domovinu. Margareta je zajedno s obitelji morala opet bježati nakon normanske provale 1066. Sklonila se je u Škotsku, gdje je škotski kralj Malcolm III. zaprosio Margaretinu ruku, koja je tada imala 24 godine. Tako je postala škotska kraljica.
Živjela je u sretnom braku i Malcolmu rodila šest sinova i dvije kćeri. Svu je djecu odgojila u kršćanskoj vjeri. Njezina kći je sveta Matilda Škotska. Margareta je bila dobra i samilosna žena, jednostavna i čedna. Zdušno je pomagala siromahe. Za Kraljevinu Škotsku nije bilo boljih godina od onih pod vladavinom Malcolma III. i žene mu Margarete, koju su dobrohotno gledali podanici, ljubio je muž, poštovali sinovi i kćeri. Kad je već bila na samrtnoj postelji, dobila je vijest da su joj muž i sin poginuli u vojnom pohodu protiv Normana. Margareta je umrla 16. studenoga 1093. godine u Edinburghu, a pokopana je u Dunfermlinu.

## Štovanje
Margaretu Škotsku svetom je proglasio papa Inocent IV., 1250. godine.

## Vanjske poveznice
Ostali projekti
|  | Zajednički poslužitelj ima još gradiva o temi Margareta Škotska |

Mrežna mjesta
- Margareta Škotska (sveta), Proleksis enciklopedija